# Mittelland (Schweiz)

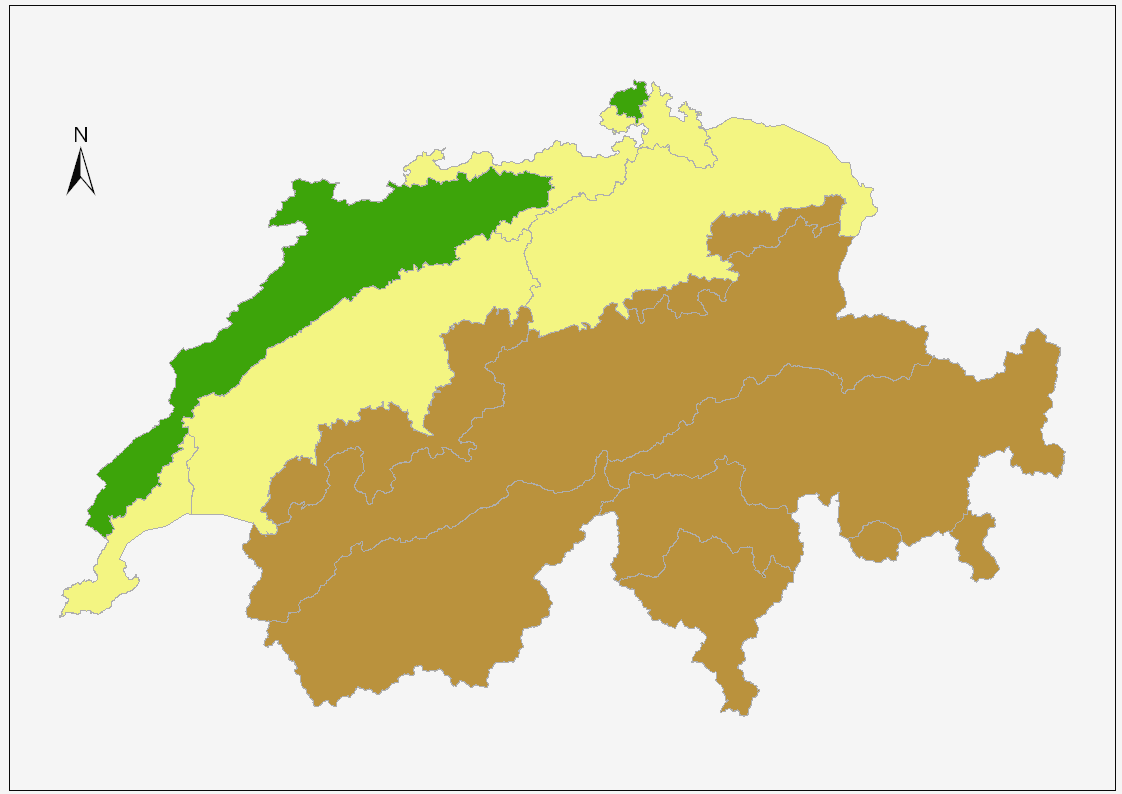
Mittelland

Das Schweizer Mittelland (französisch plateau suisse, le Plateau, italienisch Altopiano svizzero, rätoromanisch Svizra bassa) ist mit etwa 30 Prozent Flächenanteil neben dem Jura und den Alpen eine der drei geologischen Grossregionen der Schweiz.
Es umfasst das teils flache, weitgehend jedoch hügelige Gebiet zwischen Jurazug und Alpen und liegt im Mittel auf einer Höhe von 400 bis 600 m ü. M. Durch die Beckenlage begünstigt, ist es die mit Abstand am dichtesten besiedelte Region des Landes und dadurch ihr wirtschaftlich und verkehrstechnisch wichtigster Grossraum. Die Dichte der Besiedlung im Schweizer Mittelland ist weiter zunehmend und vergleichbar mit der der Niederlande, eines der am dichtesten besiedelten Länder der Welt.

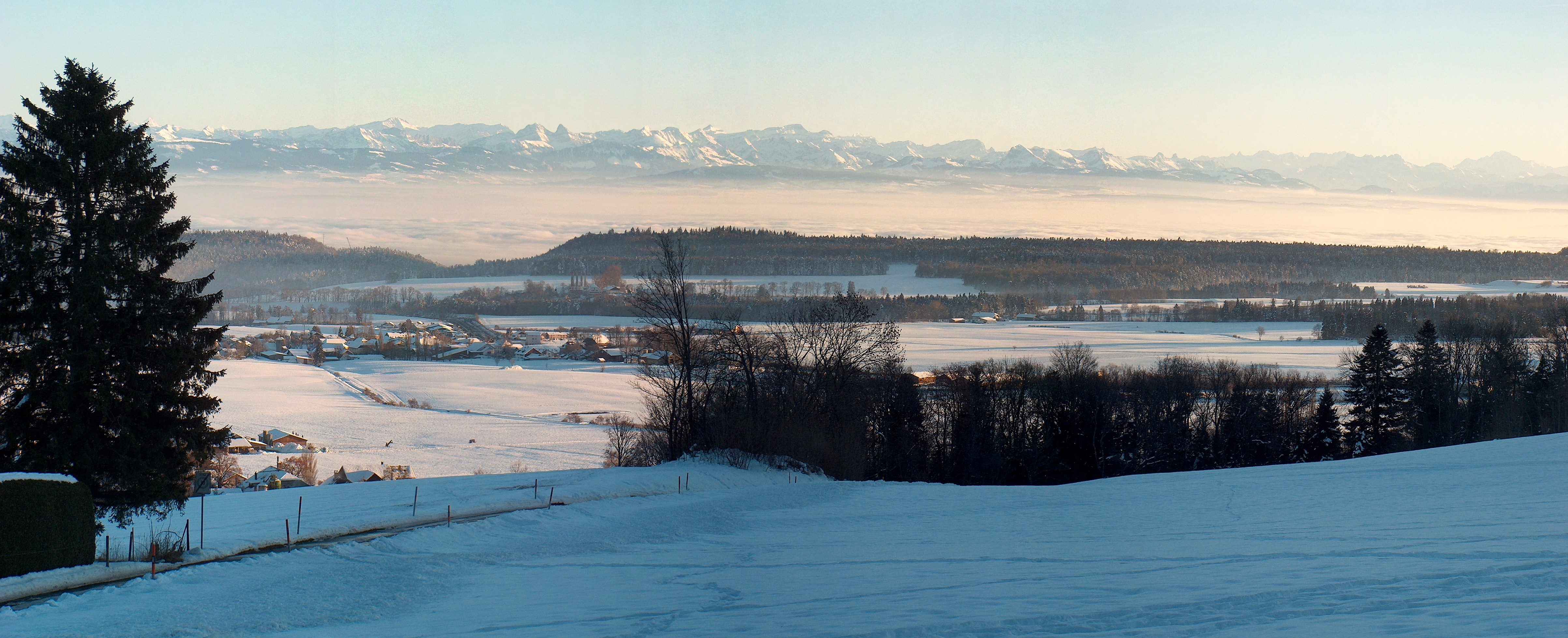
Blick von der Vue des Alpes über das Val de Ruz zum Mittelland (unter dem Hochnebel) und auf die Berner, Freiburger und Walliser Voralpen (bewaldet) und Alpen (von links nach rechts); die bewaldeten Hügel in der Mitte gehören noch zum Jura

Es ist nicht identisch mit dem Espace Mittelland, das eine administrativ vom BFS definierte Region ist.

## Geografie

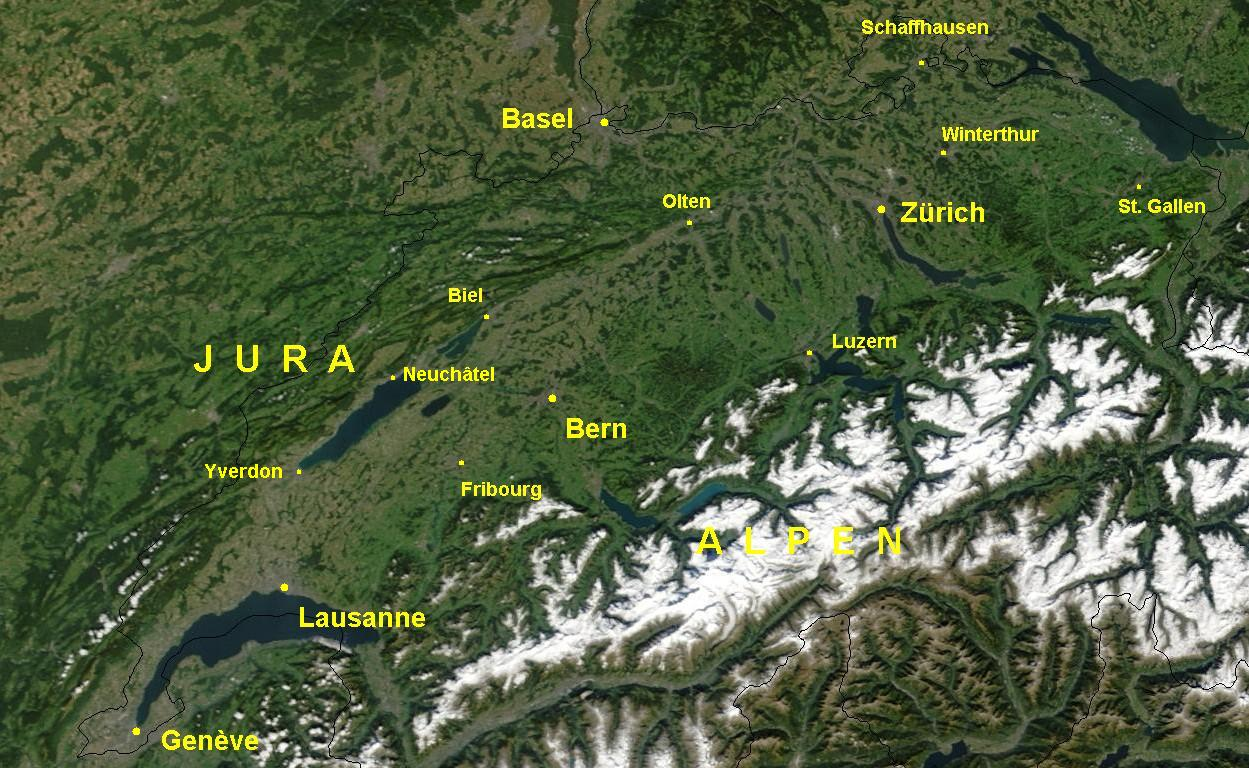
Satellitenbild des Schweizer Mittellandes

Das Schweizer Mittelland wird im Nordwesten und Norden geografisch wie auch geologisch durch die langgestreckten Höhenzüge des Jura klar abgegrenzt. Im Süden gegen die Alpen hin ist die Grenze nicht einheitlich definiert. Als Kriterium für die Abgrenzung wird meist der an einigen Orten relativ abrupte Anstieg zu Höhen über 1500 m ü. M., Kalkalpen und -plateaus genommen, teilweise auch zu den Bergen der subalpinen Molasse. Gelegentlich werden die Regionen des höheren Mittellandes, insbesondere die Freiburger Hügellandschaft, das Napfgebiet, das Tössbergland und Teile des Appenzellerlandes, zu den schweizerischen Voralpen im engeren Sinne gezählt. Wenn man jedoch nur die Berggebietsregionen in Betracht zieht, gehört das Alpenvorland eindeutig noch zum Mittelland. Die südwestliche Grenze des Schweizer Mittellandes bildet der Genfersee, die nordöstliche Grenze der Bodensee und der Hochrhein.
Geologisch stellt das Mittelland ein langgezogenes Sedimentbecken dar, das sich auch über die schweizerischen Landesgrenzen hinaus erstreckt. Im Südwesten auf französischem Gebiet verengt sich das Becken im Genevois und endet bei Chambéry, wo sich Jura und Alpen zusammenschliessen. Jenseits des Bodensees setzt sich das Mittelland im süddeutschen und österreichischen Alpenvorland fort.
Auf schweizerischem Staatsgebiet hat das Mittelland eine Längenausdehnung von rund 300 km bei einer von Südwest nach Nordost zunehmenden Breite. Im Raum Genf beträgt die Breite 20–30 km, im Raum Bern etwa 50 km und in der Ostschweiz rund 70 km.

Zahlreiche Kantone haben Anteil am Mittelland. Vollständige Mittellandkantone sind Zürich, Thurgau und Genf; zu einem grossen Teil im Mittelland liegen die Kantonsgebiete von Luzern, Aargau, Solothurn, Bern, Freiburg und Waadt; kleinere Anteile finden sich ferner in den Kantonen Neuenburg, Zug, Schwyz, St. Gallen und Schaffhausen.

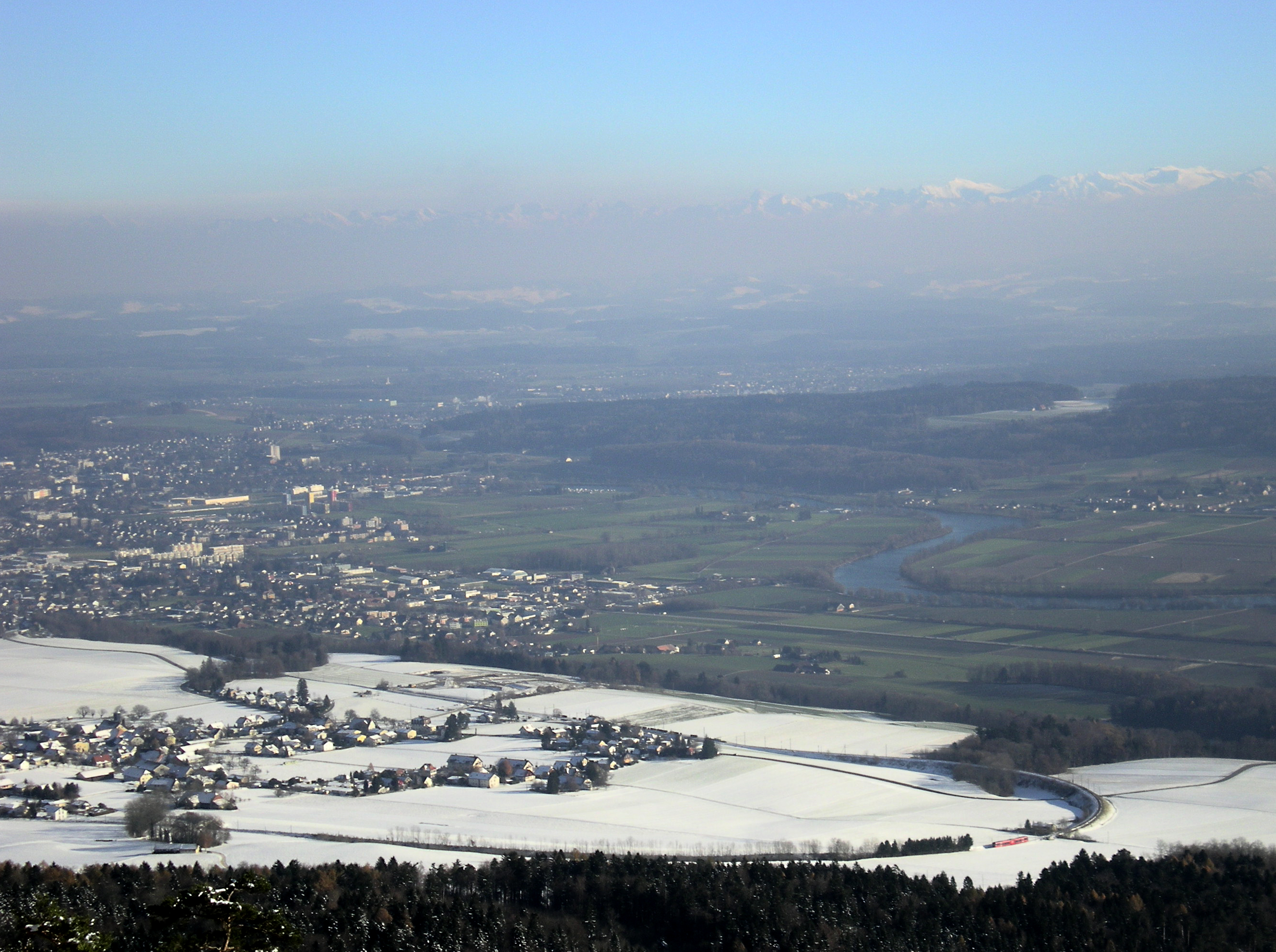
Lommiswil SO, rechts die Aare und der Bucheggberg
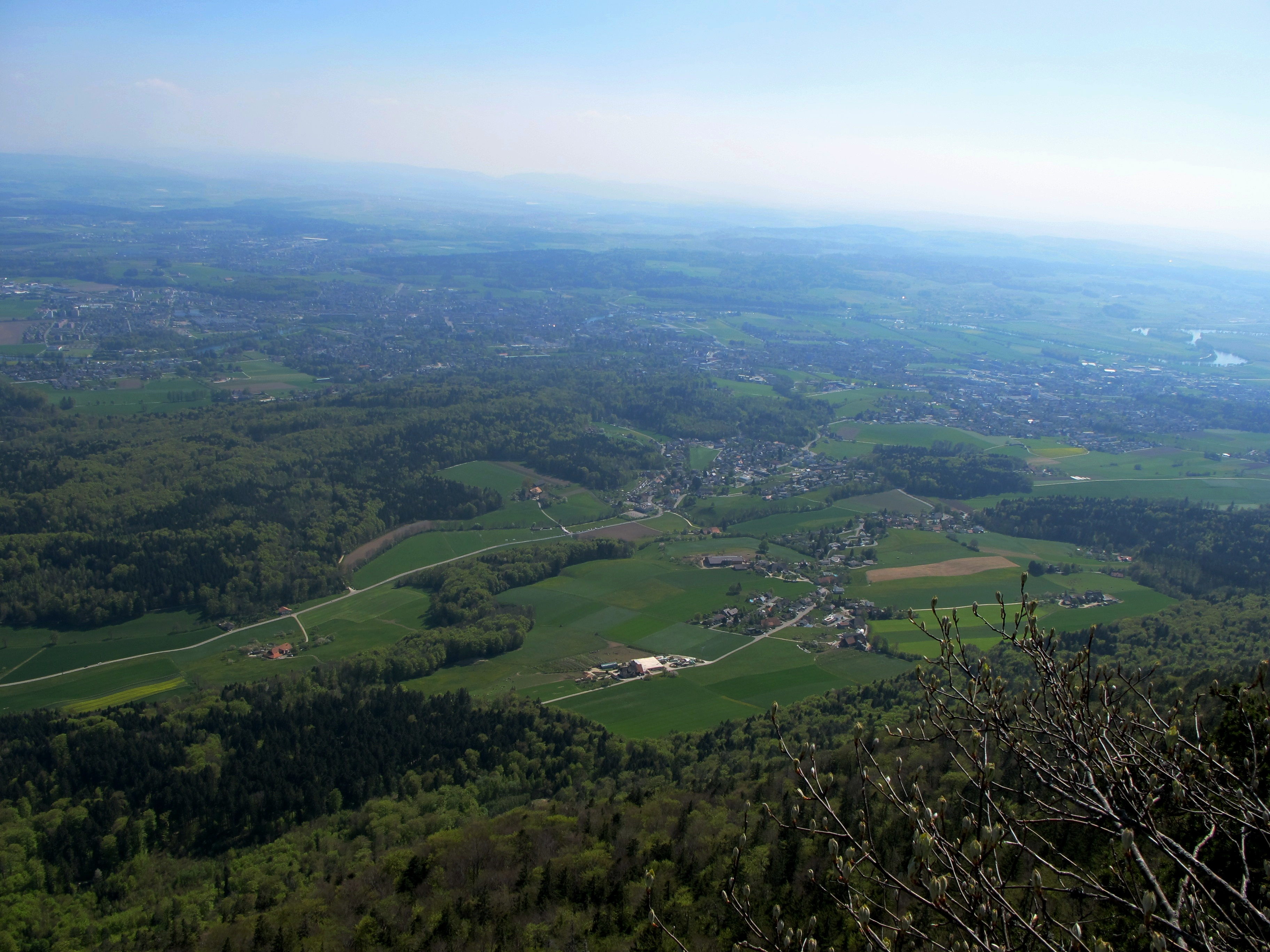
Rüttenen bei Solothurn (von der Jurahöhe aus)
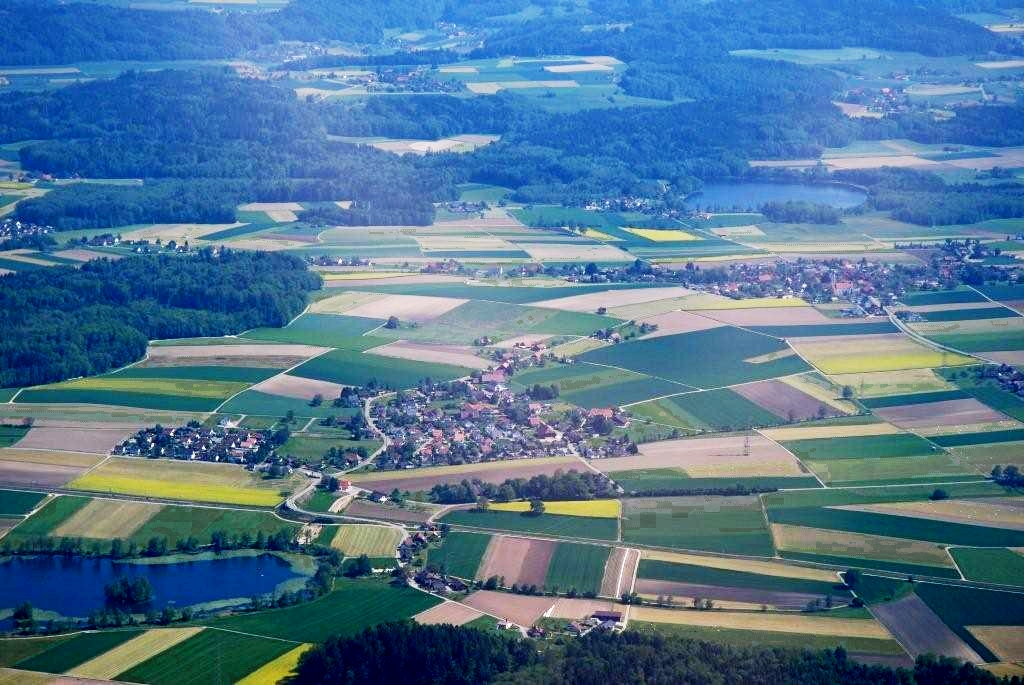
Inkwilersee und Burgäschisee BE/SO
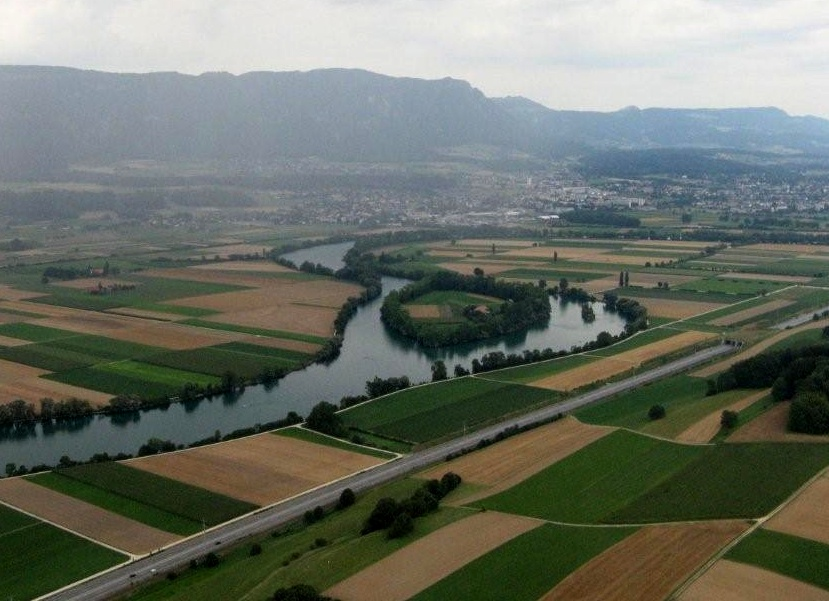
Aareinseli bei Grenchen
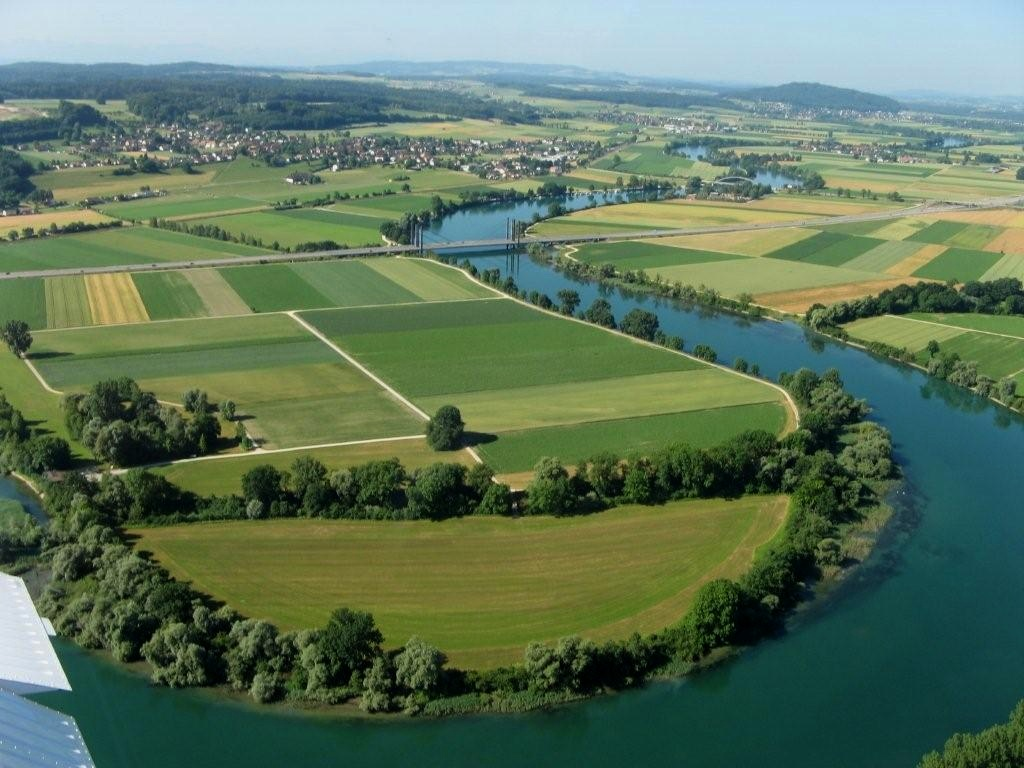
Aare bei Grenchen
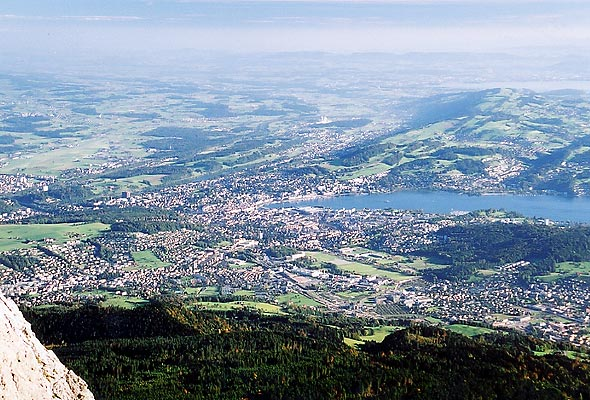
Blick vom Pilatus auf das Mittelland bei Luzern

## Geologie

### Schichtfolge
Aufgrund zahlreicher Tiefbohrungen auf Erdöl und Erdgas sind die Gesteinsfolgen im Schweizer Mittelland relativ gut erforscht. Die Basis bildet das kristalline Grundgebirge, das in den Zentralmassiven der Alpen wie auch im Schwarzwald und in den Vogesen zutage tritt, im Bereich von Jura und Mittelland aber tief im Untergrund liegt. Etwa 2500 bis 3000 Meter unterhalb der Erdoberfläche, in Alpennähe auch deutlich tiefer, stösst man im Mittelland bei Bohrungen jeweils auf diese Kristallingesteine. Über dem Grundgebirge lagert eine ungefaltete Schichtfolge von Sedimenten aus den Zeitaltern Trias, Jura und Kreide. Auch sie ist im Mittelland nirgends aufgeschlossen. Ihre Mächtigkeit nimmt von West nach Ost allmählich von 2500 auf 800 Meter ab. Diese Schichten wurden wie die des Juragebirges in einem verhältnismässig flachen Randmeer des Tethys-Ozeans abgelagert. Auf den mesozoischen Schichten kamen die Molassesedimente zu liegen. Diese bestehen aus Abtragungsprodukten der Alpen, mehrheitlich Nagelfluh (Konglomerate), Sande, Mergel und Tone, die unter dem Druck von überlagernden Sedimenten zu Gestein verfestigt wurden. Die Deckschicht schliesslich bilden die Schotter und andere Lockergesteine, welche von den eiszeitlichen Gletschern transportiert wurden.

### Molasse
Geologisch von grösster Bedeutung im Schweizer Mittelland sind die mächtigen Molasse-Sedimente, die als Folge der Gebirgserosion am jungen Alpenrand abgelagert wurden. Die Schichtdicke der Molasse nimmt (bei gleicher Entfernung von den Alpen) von West nach Ost zu. Die damaligen Flüsse aus den Alpen – im Allgemeinen nicht kongruent mit dem heutigen Flussnetz – bauten am Gebirgsfuss bedeutende Schwemmfächer auf. Wichtigste Beispiele dafür sind der Napf- und der Hörnli-Schwemmfächer, weitere Fächer gab es im Gebiet des Rigi, im Schwarzenburgerland und im Gebiet zwischen dem östlichen Genfersee und dem Mittellauf der Saane.
Das Erosionsmaterial wurde nach seiner Korngrösse sortiert. So wurde grobkörniges Material vorwiegend in Alpennähe sedimentiert, sobald die Fliessgeschwindigkeit des Wassers als Transportmedium zu gering wurde, um die gröberen Steine in der Schwebe zu halten. Im mittleren Teil des Beckens findet man hauptsächlich die feinkörnigeren Sandsteine und an dessen Nordrand in Juranähe Tone und Mergel.
Entstehungsgeschichte der Molasse im Mittelland
In der ersten Zeit des Tertiärs vor rund 60–40 Millionen Jahren war das Gebiet des heutigen Schweizer Mittellandes ein verkarstetes Kalkplateau, das sich leicht nach Süden neigte und auch in diese Richtung entwässert wurde. In der Folgezeit wurde dieses Plateau durch Hebungs- und Senkungsvorgänge im Zusammenhang mit der Alpenbildung zweimal vom Meer überflutet. Man unterscheidet daher die entsprechenden Ablagerungen als Meeresmolasse und Süsswassermolasse, wobei unter letzterer nicht in erster Linie Sedimente in Süsswasserseen, sondern vor allem Ablagerungen durch Flusssysteme und Windverfrachtung verstanden werden sollten (also eher eine «Festlandmolasse»).
- Untere Meeresmolasse (vor etwa 37 bis 30 Millionen Jahren): Allmählich senkte sich das Kalkplateau ab, und ein flacher Meeresarm drang vor, der im Osten bis zu den Karpaten reichte. Die Sedimente bestanden aus feinkörnigen Sanden, Tonen und Mergeln; Nagelfluhfächer gab es noch keine, weil die eigentliche Hebung der Alpen erst am Ende dieser Periode begann.
- Untere Süsswassermolasse (vor etwa 30 bis 22 Millionen Jahren): Das Meer wich einerseits wegen Hebungsvorgängen, andererseits wegen einer weltweiten Meeresspiegelabsenkung zurück. Zusammen mit der Alpenfaltung setzte die Gebirgserosion ein, und die ersten Nagelfluhfächer entstanden.
- Obere Meeresmolasse (vor etwa 22 bis 16 Millionen Jahren): Erneut drang ein flacher Meeresarm vor, und die Bildung der Nagelfluhfächer von Napf und Hörnli begann.
- Obere Süsswassermolasse (vor etwa 16 bis 2 Millionen Jahren): Das Meer zog sich nun endgültig zurück. Der Aufbau des Napf- und Hörnlifächers (sowie weiterer kleinerer Schwemmfächer) ging weiter, so dass diese am Ende der Periode eine Schichtdicke von rund 1500 Meter erreichten.

In der nachfolgenden Zeit wurde vor allem der westliche Teil des Mittellandes nochmals stark gehoben, wodurch in diesem Gebiet die Sedimente der Oberen Meeres- und Süsswassermolasse weitgehend wieder erodiert wurden.
Charakteristisch für die Sedimente der Meeresmolassen sind versteinerte Schnecken, Muscheln und Haifischzähne. Demgegenüber findet man in den Süsswassermolassen Versteinerungen von typischen Festlandsäugetieren, aber auch Reste der damaligen subtropischen Vegetation (z. B. Palmblätter).

### Eiszeitliche Überprägung
Seine heutige Landschaftsgestalt hat das Mittelland während der Überprägung durch die eiszeitlichen Gletscher erhalten. Während aller bekannten alpinen Vereisungsstadien (Günz-, Mindel-, Riss- und Würm-Kaltzeit) stiessen gewaltige Gletschereismassen weit ins Mittelland vor. Die dazwischen liegenden Warmzeiten verursachten jeweils einen Rückzug der Gletscher in die Hochalpen (teilweise geringere Ausdehnung als heute), und im Mittelland machte sich subtropische Vegetation breit.

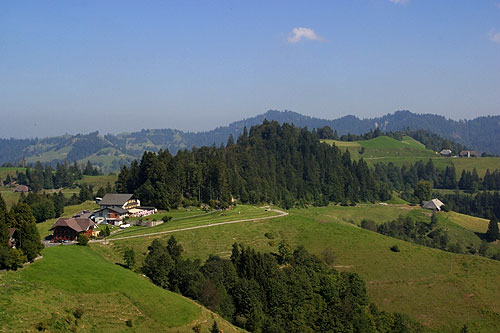
Das Napfgebiet im höheren Mittelland

Während der Glaziale teilte sich der Rhonegletscher jeweils am Ausgang der Alpen in zwei Arme, von denen der eine sich über das ganze westliche Mittelland bis in die Regionen Solothurn und Aarau ausdehnte. Im Raum Bern vereinigte er sich mit dem Aaregletscher. Auch der Reuss-, der Linth- und der Rheingletscher stiessen teilweise bis an den Jura vor. Dabei formten die Eismassen das Land einerseits durch die Tiefenerosion, andererseits durch Ablagerungen von oft mehrere Meter mächtigen Grundmoränen (sehr fein zermahlenes Gesteinsmehl) sowie durch Ablagerung von Schotter durch die Flüsse im Vorfeld der Gletscher.
Spuren der älteren Günz- und Mindel-Kaltzeit sind jedoch nur an wenigen Orten übriggeblieben, da sie von den Gletschern der nachfolgenden Kaltzeiten beseitigt oder umgelagert wurden. Ihre grösste Ausdehnung erreichten die Gletscher in der Riss-Kaltzeit, während der das ganze Mittelland ausser das Napfgebiet und das Tössbergland vom Eis bedeckt war. Von der Würm-Kaltzeit, die etwa 115'000 Jahre vor der Gegenwart begann, zeugen weitaus die meisten Spuren. Die Endmoränen der Gletscher sowie die Ablagerungen der verschiedenen Rückzugsstadien sind erhalten geblieben.
Wegen der starken Vergletscherung und der grossen Flusssysteme finden sich in der Schweiz Lössvorkommen nur im äussersten Norden um Basel, Baden und Schaffhausen.

### Landschaftsformen
Bei einem Blick auf die Landkarte kann man noch heute die Fliessrichtung der eiszeitlichen Gletscher erkennen. Die weite Ausdehnung des Rhonegletschers nach Nordosten zeigt der zum Jura und zu den Alpen parallele Verlauf der Täler (Broye, Glâne) und Seen (Neuenburger-, Bieler und Murtensee) in der Westschweiz an. Reuss- und Linthgletscher haben die von Südosten nach Nordwesten verlaufenden Täler (u. a. Wigger-, Suhren-, See- und Reusstal) und Seen (Zürichsee, Greifensee, Hallwilersee, Sempachersee) des zentralen Mittellandes geschaffen. Der Rheingletscher hinterliess in der Nordostschweiz mehrheitlich in Ost-West-Richtung verlaufende Spuren (Thurtal, Untersee des Bodensees). Mancherorts gibt es charakteristische Drumlins aus gepresstem Grundmoränenmaterial, die meist in grösseren Schwärmen auftreten, besonders typisch im Zürcher Oberland, im Hirzelgebiet, im Bodenseegebiet sowie zwischen dem Reusstal und dem Baldeggersee.
Weitere wichtige Vermächtnisse der Gletscher im Mittelland sind neben dem See- und Flusssystem die Findlinge, welche über das ganze Gebiet verstreut anzutreffen sind. Diese zum Teil riesigen erratischen Blöcke (beispielsweise bei Steinhof) aus ortsfremdem Gestein, meist Granit oder Gneis, der nur in den Hochalpen vorkommt, waren unter anderem der Schlüssel zur Begründung der Eiszeittheorie im 19. Jahrhundert, da ein Transport allein durch Wasserkraft physikalisch nicht möglich ist.
Schliesslich sind auch die Schotterablagerungen in den Talsohlen des Mittellandes ein Zeugnis der Eiszeiten. Während der Gletscherzeit sowie beim Vorstoss und Rückzug der Gletscher wurden zum Teil mächtige Schotterschichten in den Tälern abgelagert, die in der nachfolgenden Warmzeit jeweils bis auf einige Reste wieder wegerodiert wurden. Viele Täler weisen deshalb ein Terrassensystem auf: Die Niederterrasse besteht aus Schotter der Würmeiszeit, die Hochterrasse aus Ablagerungen der Risseiszeit. Manchmal sind auch noch Deckenschotter der älteren Eiszeiten zu finden.

## Topografie

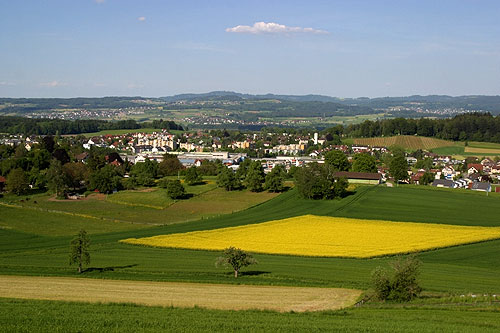
Das Mittelland bei Muri (AG)

Obwohl das Schweizer Mittelland ein Becken darstellt, ist es keineswegs als ebene Landschaft einzustufen, sondern es weist eine je nach Region bisweilen sehr vielfältige naturräumliche Gliederung auf. Wichtige Elemente sind die beiden grossen Seen, Genfer- und Bodensee, welche das Schweizer Mittelland im Südwesten und Nordosten begrenzen. Das westliche Mittelland ist geprägt durch Hochflächen (Gros de Vaud, bis 600 m ü. M.) und Molassehügelländer (Jorat, bis 900 m ü. M.; Freiburger Hügelland, 600–1200 m ü. M.), in welche zum Teil tiefe Täler eingegraben sind. Nur in Juranähe besteht mit dem Tal der Venoge und der Orbe-Ebene eine nahezu durchgehende Senke, welche durch den Querriegel des Mormont zweigeteilt wird, über den die Wasserscheide zwischen den Einzugsgebieten von Rhone und Rhein auf nur 500 m ü. M. verläuft. Das Seeland bildet die grösste ebene Fläche des Mittellandes, aber auch darin erheben sich einzelne Molasserücken. Nach Osten schliessen sich nun verschiedene Hügelländer an, die gegen Norden allmählich niedriger werden. Eine weitere grössere Fläche ist die von der Emme durchflossene Ebene des Wasseramtes. Die entlang dem Jurasüdfuss meist in einem breiten Tal nordostwärts fliessende Aare nimmt alle aus dem höheren Mittelland und den Alpen kommenden Flüsse wie eine Dachrinne auf.

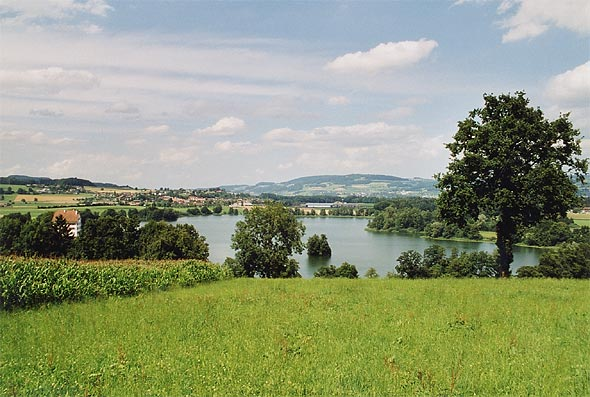
Zentrales Mittelland bei Sursee (LU)

Das zentrale Mittelland ist charakterisiert durch eine Anzahl Südost-Nordwest ausgerichteter breiter Höhenrücken (u. a. Erlosen, Lindenberg) und dazwischen liegender weiter Täler, teilweise mit Seen (Sempacher-, Hallwiler- und Baldeggersee). Den östlichen Abschluss davon bildet die Albiskette, die zusammen mit der Heitersbergkette einen quer durch das Mittelland zwischen Jura und Alpen verlaufenden Riegel schafft, der nur an wenigen Orten von den leistungsstarken Verkehrsträgern meist mit Tunnels passiert werden kann.
Das östliche Mittelland wird in die Täler der Limmat (mit Zürichsee), Glatt (mit Greifensee), Töss und Thur gegliedert. Dazwischen erheben sich Hügelländer, im Thurgau auch wieder breite Molasserücken (Seerücken, Ottenberg).
Von den genannten Landschaftsformen heben sich zwei Hügelgebiete deutlich ab. Es sind dies das Napfbergland (mit Höhen bis 1408 m ü. M. zugleich der höchste Punkt des Mittellandes) und das Tössbergland (Chrüzegg bis 1314 m ü. M.), beides Überreste der tertiären Nagelfluh-Schwemmfächer. Diese wurden im Lauf der Zeit stark erodiert, wegen ihrer Höhenlage jedoch nicht durch die eiszeitliche Vergletscherung überformt. Deshalb entstanden tief eingekerbte, steilwandige Täler (Gräben) und ein stark verzweigtes, dichtes Gewässernetz.

## Klima

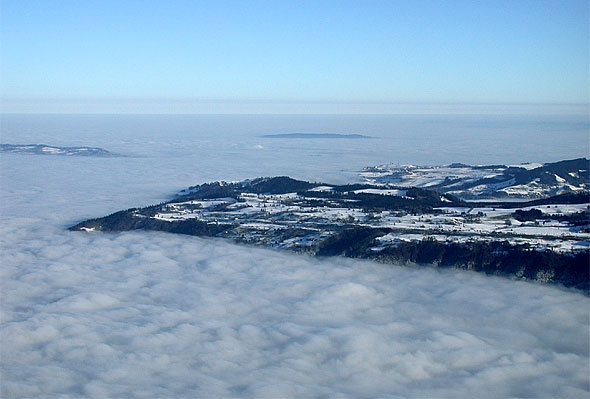
Blick von der Rigi auf das Nebelmeer über dem Mittelland

Das Schweizer Mittelland liegt im Übergangsbereich vom feuchtmaritimen zum kontinental-gemässigten Klima mit überwiegendem Wind aus westlichen Richtungen. Im tieferen Mittelland beträgt die mittlere Jahrestemperatur etwa 9 bis 10 °C. Im Januar weisen das Genferseegebiet sowie die ufernahen Bereiche von Neuenburger- und Bielersee mit rund +1 °C die höchsten Mitteltemperaturen auf. Bei gleicher Höhenlage besteht ein leichtes West-Ost-Gefälle; im kältesten Monat werden im Bodenseeraum mittlere Temperaturen von −1 °C erreicht. Die Mitteltemperatur des Monats Juli beträgt im Raum Genf +20 °C, aber auch entlang dem gesamten Jurasüdfuss werden durchschnittlich 18 bis 19 °C erreicht, in den höheren, alpennäheren Gebieten etwa 16 bis 18 °C. Auch bezüglich der mittleren jährlichen Sonnenscheindauer ist der Genferseeraum begünstigt mit über 1900 Stunden, im übrigen Mittelland sind es 1600 (vor allem im Osten) bis 1900 Stunden.
Die mittlere jährliche Niederschlagsmenge bewegt sich zwischen 800 mm in Juranähe, 1200 mm im höheren Mittelland und 1400 mm am Alpenrand. Die trockensten Regionen des Mittellandes befinden sich im Lee des Hochjuras zwischen Morges und Neuenburg. Schneedeckentage gibt es heutzutage in den wärmsten Regionen am Genfer- und Neuenburgersee weniger als 20 pro Jahr, im restlichen Mittelland je nach Höhenlage zwischen 20 und 40 pro Jahr. Verbreitet weisse Weihnachten gab es zuletzt 2010.
Im Winterhalbjahr bildet sich bei austauscharmen Wetterlagen im Mittelland ein Kaltluftsee, wobei es meist zur Nebel- oder Hochnebelbildung kommt. Dann liegt das gesamte Mittelland über mehrere Tage, teilweise sogar Wochen hinweg unter einer dicken Nebeldecke, während die angrenzenden Gebiete (Jura und Alpen) vom schönen Wetter profitieren. Typisch bei Hochnebellagen ist die Bise, ein kalter Nordostwind. Dieser erreicht wegen der Kanalisierung im gegen Westen schmaler werdenden Mittelland seine grössten Stärken im Genferseeraum, wo bei klassischer Bisenlage nicht selten mittlere Windgeschwindigkeiten von 60 km/h und Böenspitzen bis über 100 km/h registriert werden. Die alpennahen Gebiete des zentralen und östlichen Mittellandes kommen manchmal in den Genuss von warmen Föhnwinden.

## Vegetation
Dominierend im Schweizer Mittelland ist der Laubmischwald mit den Hauptvertretern Buche und Tanne. Vielerorts gibt es aus wirtschaftlichen Gründen angepflanzte grössere Fichtenbestände; Fichten kommen von Natur aus in den unteren Lagen kaum vor. An begünstigten, wärmeren und trockeneren Orten im Genferseegebiet, im Seeland sowie in der Nordschweiz von der Aaremündung bis nach Schaffhausen bilden Eichen, Linden und Ahorn die wichtigsten Bäume des Waldbestandes.

## Bevölkerung

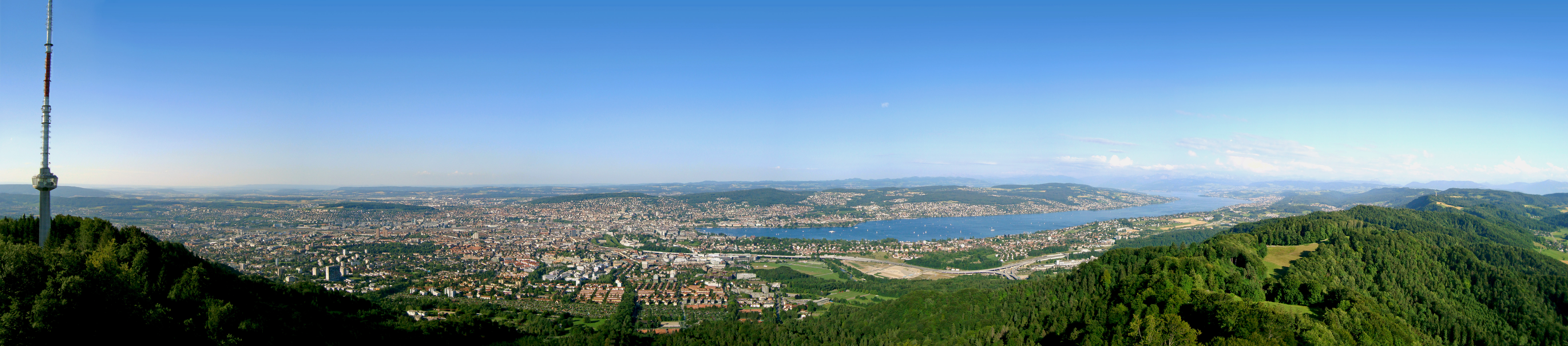
Das dicht besiedelte Mittelland: Blick vom Uetliberg auf Zürich

Obwohl das Mittelland nur etwa 30 Prozent der Fläche der Schweiz ausmacht, leben hier rund 5 Millionen Menschen oder etwas mehr als zwei Drittel der Wohnbevölkerung der Schweiz. Daher ist das Mittelland mit 380 Einwohnern pro Quadratkilometer dicht besiedelt. Alle Schweizer Städte mit über 50'000 Einwohnern (ausser Basel und Lugano) befinden sich im Mittelland, zu den wichtigsten zählen Zürich, Genf, Bern und Lausanne. Die Schwerpunkte der Besiedlung liegen deshalb auch im Bereich der Agglomerationen dieser Städte. Die Agglomeration Zürich allein zählt nahezu 1,3 Millionen Einwohner. Weitere dicht besiedelte Gebiete liegen entlang dem Jurasüdfuss sowie im Raum Luzern, Winterthur und St. Gallen. Demgegenüber weisen die Regionen des höheren Mittellandes im Bereich des Jorat, im Napfgebiet und im Tössbergland eine dünne Besiedlung auf, vorwiegend kleine Bauerndörfer und verstreute Einzelhöfe.
Die Mehrheit der Bevölkerung im Schweizer Mittelland ist deutschsprachig; im westlichen Teil wird Französisch gesprochen. Die Sprachgrenze besteht seit vielen Jahrhunderten nahezu am gleichen Ort und ist nicht an eine geografische Trennlinie gebunden. Sie verläuft von Biel via Erlach, Murten und Freiburg zum Schwarzsee in den Freiburger Alpen. Dabei ist die Stadt Biel offiziell zweisprachig; in Murten (Morat) und in Freiburg (Fribourg) wird für die französischsprachige bzw. deutschsprachige Minderheit Schulunterricht in deren Sprache angeboten. Ortschaften entlang der Sprachgrenze besitzen in der Regel einen deutschen und einen französischen Namen (siehe auch: Liste deutscher Bezeichnungen von Schweizer Orten, Liste französischer Bezeichnungen von Schweizer Orten).
Im Rahmen eines kurzen Abrisses der Siedlungsgeschichte sind folgende Punkte zu erwähnen: Die ersten besiedelten Räume im Neolithikum stellten die See- und Flussufer des Mittellandes dar (Pfahlbauten). Erste Dörfer bestehend aus Holzhütten entstanden ab dem 3. Jahrhundert vor Christus nach der Einwanderung von keltischen Stämmen. Städtische Siedlungen mit Steinhäusern entwickelten sich in der römischen Zeit, die 15 vor Christus mit der Einverleibung des Gebiets der Helvetier in das Römische Reich unter Kaiser Augustus begann und bis zum Ende des 3. Jahrhunderts nach Christus dauerte. Die drei wichtigsten Orte in der römischen Zeit waren Aventicum (Avenches), Vindonissa und Colonia Iulia Equestris (Nyon). Sie waren durch ein gut ausgebautes Netz von Heeresstrassen miteinander verbunden. Nach dem Rückzug der Römer wurde das westliche Mittelland durch die romanisierten Burgunder, das zentrale und das östliche Mittelland durch die Alemannen besiedelt, wodurch sich die Sprachgrenze etablierte.
Während des Mittelalters kam es zu zahlreichen Stadtgründungen, hauptsächlich im klimatisch günstiger gelegenen tieferen Mittelland. So gab es um 1500 bereits etwa 130 Städte, die durch ein dichtes Verkehrsnetz verbunden waren. Mit der Industrialisierung im 19. Jahrhundert gewannen die Städte rasch an Bedeutung, und besonders ab 1860 begann ein rasantes Bevölkerungswachstum der Städte, das rund 100 Jahre lang anhielt. Die nächste Trendumkehr begann etwa 1970, als die Stadtflucht einsetzte. Dadurch wuchsen die stadtnahen Gemeinden überproportional stark, während gleichzeitig die Kernstadt Einwohner verlor. In neuester Zeit verlagert sich dieser Wachstumsgürtel immer weiter nach aussen, und die Zersiedelung des Landes schreitet weiter voran.

## Wirtschaft
Dank seinem günstigen Klima und den fruchtbaren Böden gilt das tiefere westliche Mittelland als wichtigste Ackerbauregion der Schweiz. Vorherrschender Bodentyp ist die Parabraunerde, in höheren Lagen die Braunerde. Hauptanbauprodukte des Ackerbaus sind Weizen, Gerste, Mais, Zuckerrüben und Kartoffeln; besonders im Seeland hat auch der Gemüsebau einen grossen Stellenwert. An begünstigten Lagen entlang den Seen, am Jurasüdfuss sowie im Zürcher Weinland und im Klettgau werden Reben gepflanzt. Wiesland mit Milchwirtschaft und Mastviehhaltung überwiegt im östlichen Mittelland sowie in den höheren Regionen des übrigen Mittellandes. Insbesondere im Kanton Thurgau hat der Obstbau (Äpfel) eine grosse Bedeutung. In der Folge ist das Grundwasser im Mittelland grossflächig mit Pestiziden belastet, so dass die Grenzwerte im Trinkwasser vielerorts überschritten werden, z. B. durch Abbauprodukte von Chlorothalonil.
Die Wälder des Mittellandes werden forstwirtschaftlich genutzt; es bestehen verteilt über das ganze Land zahlreiche Fichtenforste. Wegen des wertvollen Holzertrags werden die Fichten oft in Reinbeständen angepflanzt.
Auch bezüglich Industrie- und Dienstleistungssektor ist das Mittelland die Kernregion der Schweiz. Als traditioneller Industriezweig ist die Textil- und Bekleidungsindustrie vor allem im zentralen und östlichen Mittelland zu nennen; sie hat aber in den letzten Jahrzehnten an Bedeutung verloren. Wichtigste Industriezweige in der heutigen Zeit sind Maschinen- und Fahrzeugbau, Elektro-, Elektronik-, feinmechanische und optische Industrie sowie Metallbau. In der Nahrungs- und Genussmittelindustrie werden sowohl die einheimischen landwirtschaftlichen Erzeugnisse als auch Importe verarbeitet. Ferner sind auch Holz- und Papierverarbeitung von Bedeutung.

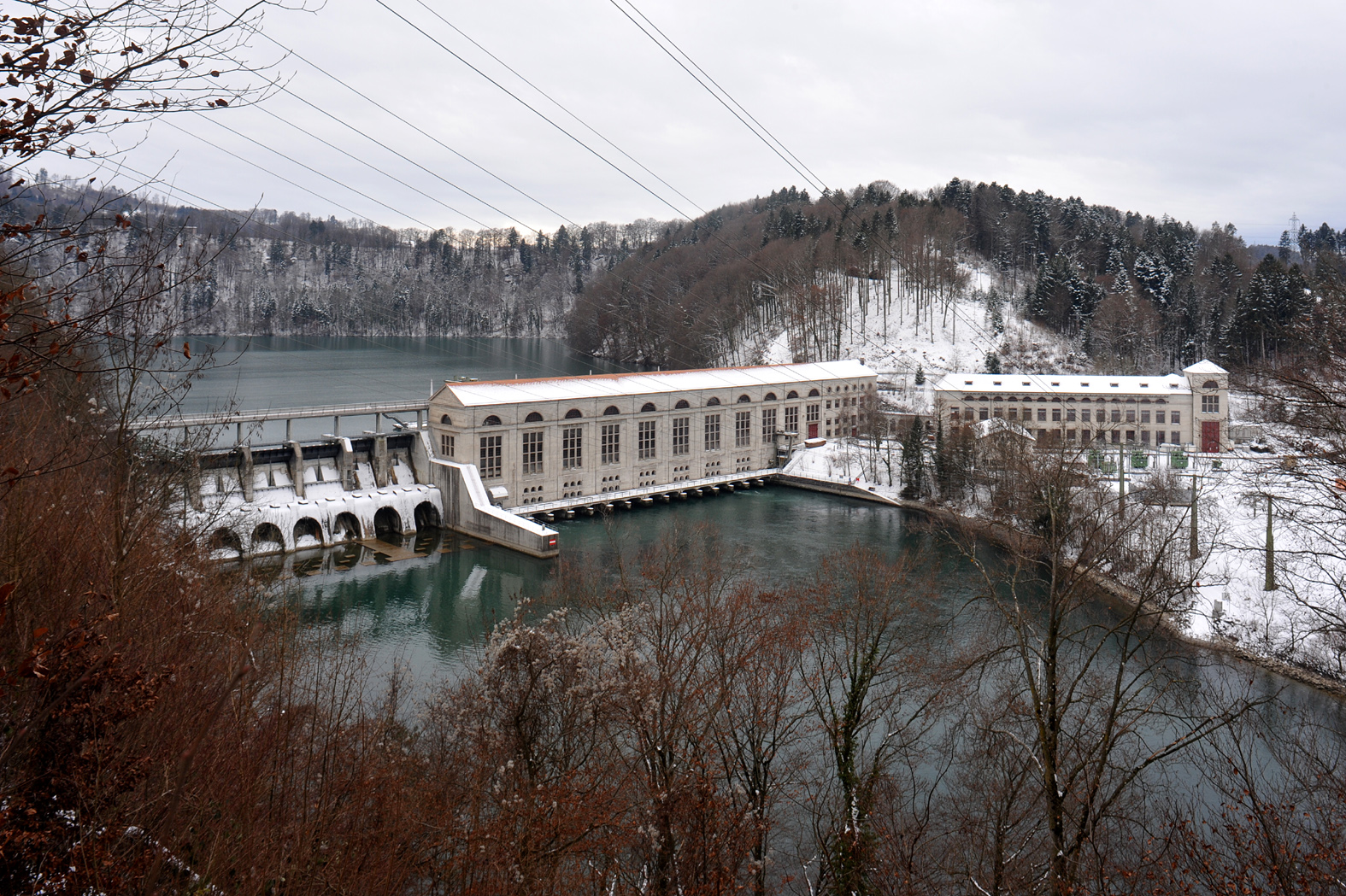
Wasserkraftwerk Mühleberg (Wohlensee)

Wie die übrige Schweiz ist auch das Mittelland arm an Bodenschätzen. Jedoch gibt es dank dem Vorstossen der Gletscher während der Eiszeiten in genügenden Mengen Kies und Ton. Der Kiesabbau im Bereich der eiszeitlichen Schotterterrassen ist in den Tälern des gesamten Mittellandes verbreitet und deckt den Bedarf der Baustoffindustrie.
Mittels zahlreicher Flusskraftwerke wird die Wasserkraft zur Elektrizitätsgewinnung genutzt. Im Weiteren stehen alle vier schweizerischen Kernkraftwerke im Mittelland. Es sind dies die Kernkraftwerke Gösgen, Leibstadt sowie Beznau I und II.

## Verkehr
Aufgrund der für schweizerische Verhältnisse relativ einfachen Topografie und der dichten Besiedlung ist das Verkehrsnetz im Mittelland sehr gut ausgebaut. Die wichtigste Transversale, sozusagen das Rückgrat des Mittellandes, bildet die Autobahn A1, welche von Genf via Lausanne, Bern, Zürich, Winterthur nach St. Gallen führt und alle grossen Städte miteinander verbindet. Ihr letztes Teilstück zwischen Yverdon-les-Bains und Estavayer-le-Lac wurde erst 2001 eröffnet; es soll dieser bis anhin strukturschwachen Mittellandregion zu einem wirtschaftlichen Aufschwung verhelfen. Die Autobahn A2 als schweizerische Nord-Süd-Achse durchquert das Mittelland zwischen Olten und Luzern.
Das Eisenbahnnetz ist seit alters sehr dicht. Wie mit der A1 sind auch mit der Bahn alle wichtigen Städte direkt miteinander verbunden, wobei es zwischen Lausanne und Olten zwei Hauptlinien gibt. Die Mittellandlinie führt von Lausanne via Freiburg und Bern nach Olten, die Jurasüdfusslinie verläuft entlang dem Jurasüdfuss und erschliesst die Städte Yverdon-les-Bains, Neuenburg, Biel und Solothurn. Einen Quantensprung gab es am 12. Dezember 2004, als die Neubaustrecke Mattstetten–Rothrist (Bahn 2000) eröffnet wurde, was die Fahrzeit auf dieser Strecke um 15 Minuten verkürzte. Eine Zugfahrt zwischen Bern und Zürich dauert nun etwas weniger als eine Stunde.
Die zwei wichtigsten Schweizer Flughäfen befinden sich im Mittelland: der Flughafen Zürich in der Ebene des Glattals bei Kloten sowie der Flughafen Genf an der Landesgrenze am Nordwestrand der Stadt. Bern als De-facto-Hauptstadt der Schweiz besitzt hingegen nur den kleinen Flughafen Bern-Belp.

## Tourismus
Im Vergleich zu den Alpen ist das Schweizer Mittelland, insbesondere der ländliche Raum, weniger auf Tourismus und Fremdenverkehr ausgerichtet; es bildet hauptsächlich eine Durchgangsregion. Einzig die grösseren Städte mit ihren Sehenswürdigkeiten, vor allem die Altstädte von Zürich, Bern und Luzern, aber auch St. Gallen, Freiburg, Solothurn, Genf und Lausanne, ziehen den Stadttourismus an. Als Natursehenswürdigkeit stellt der Rheinfall bei Schaffhausen einen spezielle Magnet für den Tourismus dar. Vom Fremdenverkehr profitieren ausserdem noch die Genferseeregion sowie das Drei-Seen-Land mit Neuenburgersee, Bielersee und Murtensee, wo im Jahr 2002 die Landesausstellung Expo.02 stattfand. In Baden, Bad Zurzach, Schinznach-Bad und Yverdon-les-Bains mit ihren Thermalbädern findet man ausserdem Kurtourismus. An den Flüssen Aare, Emme, Reuss und Rhein spielen der Rad- und der Wandertourismus vermehrt eine wichtige Rolle.